# Сула, Джессика
Дже́ссика Су́ла (англ. Jessica Sula; род. 3 мая 1994 года, Горсайнон, Уэльс) — британская актриса. Известна по роли Грейс Вайолет Блад в третьем поколении молодёжного сериала «Молокососы» и роли Марши в триллере «Сплит».
В 2019 году вышел 3 сезон сериала «Крик» с Джессикой в главной роли.

## Биография
Сула родилась в Суонси. Выросла в городе Горсейнон, там же окончила школу и колледж. Она играет на гитаре, занимается карате, говорит на английском, испанском и французском языках.
Её мать, родом с Тринидада, наполовину афроиспанка и наполовину китаянка. Отец наполовину немец и наполовину эстонец.

## Карьера
Дебют Джессики состоялся в 2011 году, когда она была утверждена на роль Грейс Вайолет Блад в «Молокососах». В 2015 году она получила главную роль в драме «Путь к выздоровлению». Её первой большой ролью стала 15-летняя Лайла в фильме «Honeytrap». В 2016 году Сула приняла участие в фильме «Сплит».

## Фильмография
| Год       |   | Русское название     | Оригинальное название         | Роль                   |
| --------- | - | -------------------- | ----------------------------- | ---------------------- |
| 2011—2012 | с | Молокососы           | Skins                         | Грейс Блад             |
| 2013      | с | Любовь и брак        | Love & marriage               | Скарлетт Квитлер       |
| 2014      | ф |                      | Honeytrap                     | Лайла                  |
| 2015      | с | Приманка             | Eye Candy                     | Морган                 |
| 2016      | с | Люцифер              | Lucifer                       | Эми                    |
| 2016      | с | Путь к выздоровлению | Recovery Road                 | Мэдди Грэм             |
| 2016      | ф | Сплит                | Split                         | Марша                  |
| 2017      | ф | Любовники            | The Lovers                    |                        |
| 2017      | с | Забытые Богом        | Godless                       | Луис Гоббс             |
| 2018      | ф | Большая вилка        | Big Fork                      | Эмили                  |
| 2019      | ф |                      | All the Little Things We Kill | Кэти Волкер            |
| 2019      | с | Крик                 | Scream                        | Оливия «Лив» Рейнольдс |